# Salomon Morel

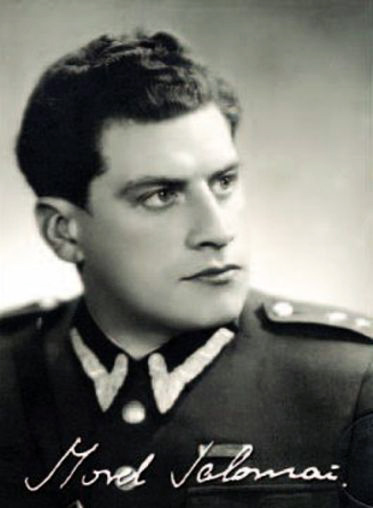
Salomon Morel

Salomon Morel, auch Solomon Morel oder Schlomo Morel (* 15. November 1919 in Garbów, Powiat Lubelski; † 14. Februar 2007 in Tel-Aviv) war ein polnischer Jude und Kriegsverbrecher.

## Leben
Morels Familie fiel während der deutschen Besatzung Polens im Zweiten Weltkrieg polnischen Kollaborateuren zum Opfer. Er war von Februar bis November 1945 Kommandant des polnischen Arbeitslagers Zgoda in Schwientochlowitz in Oberschlesien und Mitglied der stalinistischen Geheimpolizei Urząd Bezpieczeństwa. Er war verantwortlich für die Ermordung von mehr als 1500 gefangenen deutschen Zivilisten, die zur Zeit der Vertreibung der deutschen Bevölkerung zunächst noch in ihren oberschlesischen Wohnorten verblieben waren, aber auch für Morde an der polnischen Zivilbevölkerung.
Als man auf ihn aufmerksam geworden war, floh Morel 1992 nach Israel. Er wurde von der polnischen Regierung wegen Kriegsverbrechen und Verbrechen gegen die Menschlichkeit gesucht. Polen forderte 1998 und 2005 seine Auslieferung, die jedoch von Israel mit der Begründung verweigert wurde, die Verbrechen seien verjährt und Morel bereits alt und krank. Ab 1996 lief gegen ihn ein Strafprozess in Polen.